# エマージェンシー!
エマージェンシー!（原題 Emergency!）は、1972年1月22日から1978年にアメリカのNBCネットワークにて制作・放送されたテレビドラマ。 ロサンゼルスで起こる様々な災害や緊急事故に対応する救急救命士と、救急病院の救急医師たちの活躍を描いたドラマである。
1話あたり60分で構成され全124話、音声はモノラル、映像はカラーで放送された。
劇中に登場する消防車をモデルにしたミニカーが関連グッズとして販売されていた。

## 主要登場人物

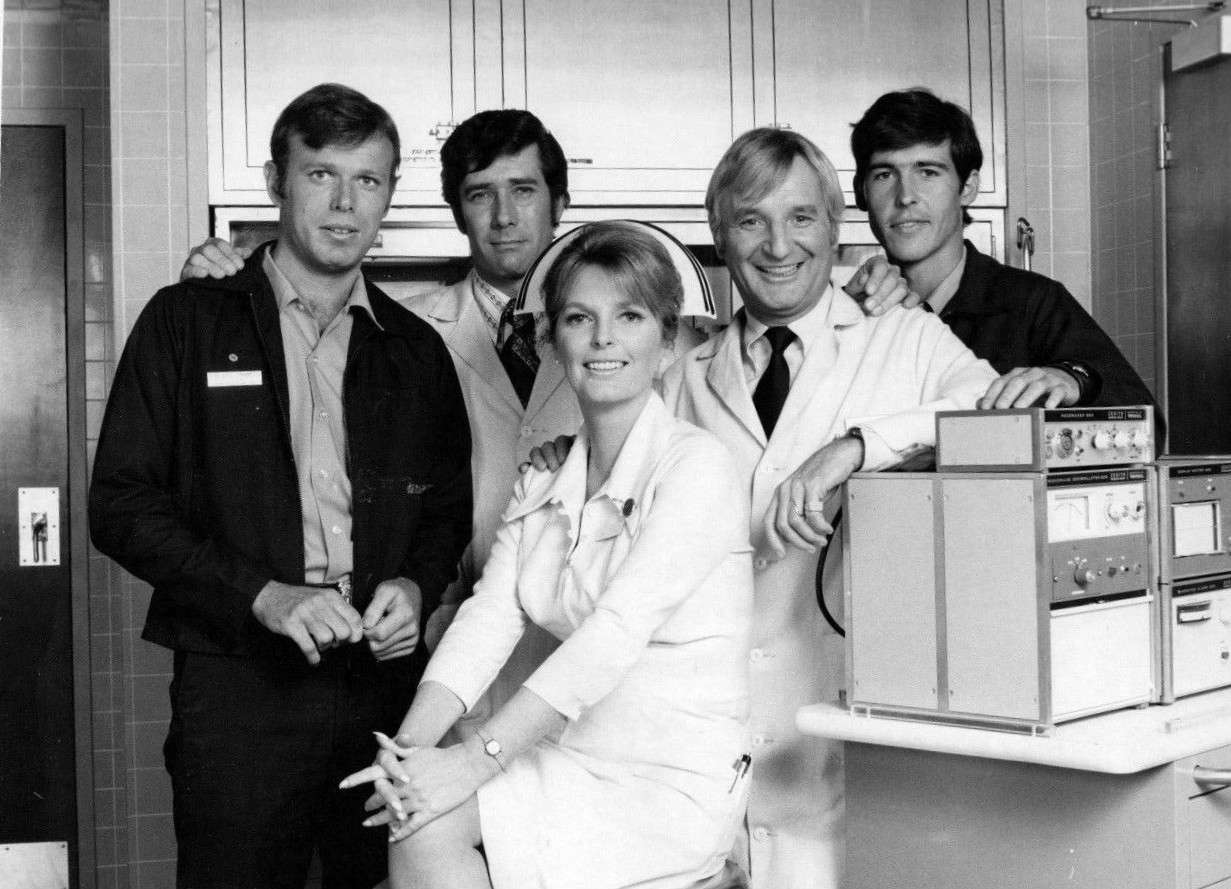
『エマージェンシー!』の主要出演者。左から、ケヴィン・タイ、ロバート・フラー、ジュリー・ロンドン、ボビー・トループ、ランドルフ・マントース。

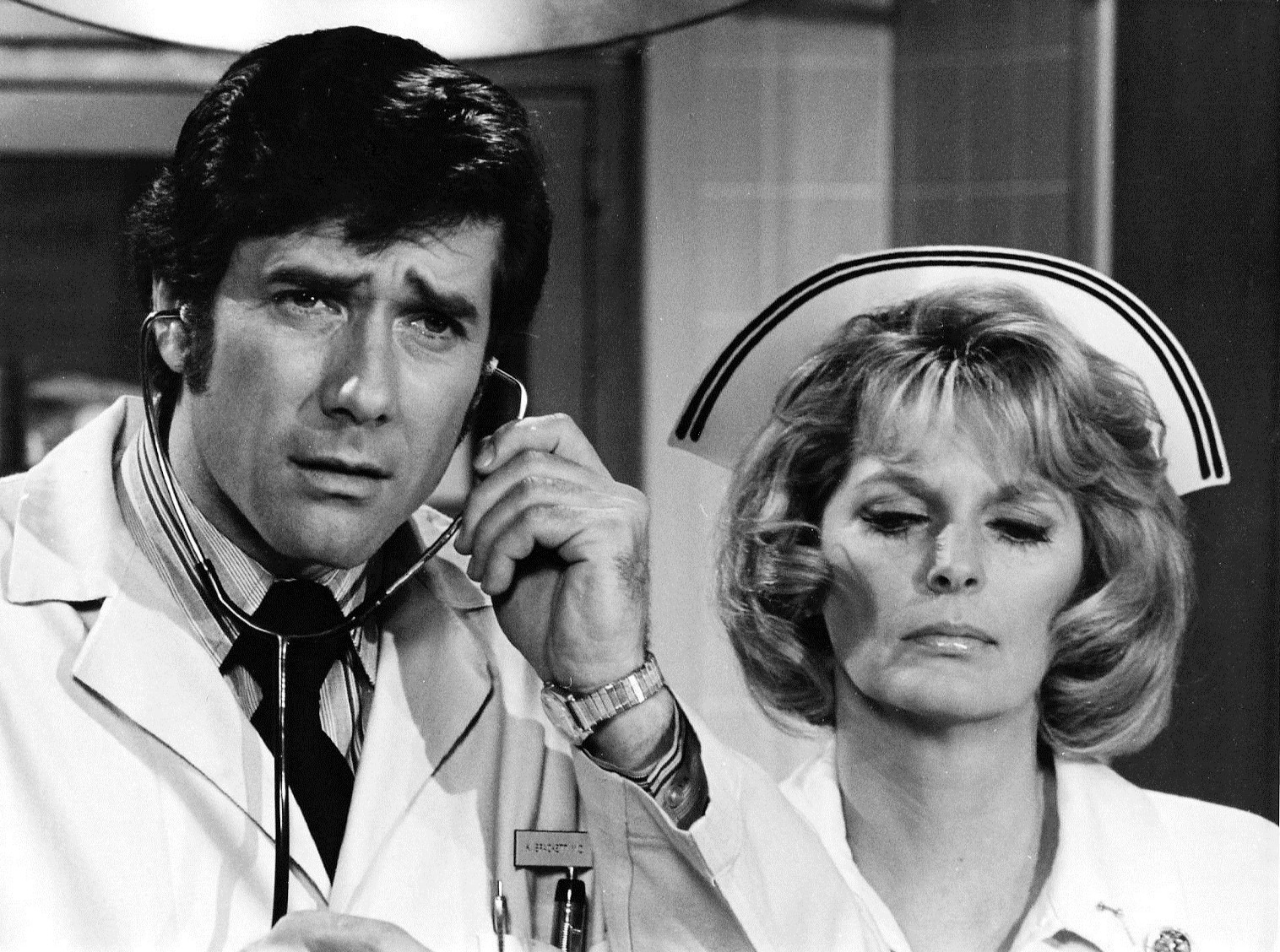
ロバート・フラーと、ジュリー・ロンドン。1972年撮影。

- ケリー・ブラケット医師（ロバート・フラー）
- ディキシー・マッコール婦長（ジュリー・ロンドン）
- ジョー・エアリー医師（ボビー・トループ）
- ジョン・ゲージ救急救命士（ランドルフ・マントース）
- ロイ・デ・ソート救急救命士（ケヴィン・タイ）

## 日本放映
日本では1979年に7つあるシーズンのうちシーズン7の一部（下記4話）のみが不定期で放送された。
放送されたタイトル
- 恐怖のガス爆発!レスキュー隊出動せよ
- フライト・インフェルノ 空中衝突!炎のジェット旅客機大救出作戦
- スティール・インフェルノ 特攻!炎の超高層ビル大救出作戦
- ハーバー・インフェルノ